# Coelogyne lycastoides
Espèce
Statut CITES
Coelogyne lycastoides est une espèce d'orchidées du genre Coelogyne originaire d'Océanie.